# Marsha Thomason
Marsha Thomason (ur. 19 stycznia 1976 w Manchesterze) – angielska aktorka filmowa i telewizyjna.

## Wybrana filmografia

### Filmy
- 2001: Czarny rycerz
- 2003: Nawiedzony dwór
- 2006: Rzeź
- 2009: Błękitna głębia 2: Rafa

### Seriale telewizyjne
- 2003-2005: Las Vegas
- 2004: Zagubieni
- 2009-2010: Za wszelką cenę
- 2009-2014: Białe kołnierzyki